# Elektronische snelweg
De elektronische snelweg is een begrip dat in de jaren negentig in zwang raakte. De term werd gebruikt als aanduiding voor het totaal van de telecommunicatieinfrastructuur die nodig was om digitaal te communiceren. Het is een vertaling van het Amerikaans begrip information superhighway.

## Geschiedenis
Het begrip elektronische snelweg wordt toegeschreven aan de voormalige Amerikaanse vice-president Al Gore, al is niet geheel duidelijk of hij het als eerste gebruikte. In de Nederlandse kranten wordt de term in 1993 voor het eerst gebruikt. Door via telefoonkabels op hoge snelheid digitale informatie te verzenden, zouden voor computergebruikers tal van nieuwe toepassingen mogelijk worden, zoals video-vergaderen, elektronische mail, het beluisteren van muziek, en het bekijken van foto's en video. Maurice de Hond noemt in zijn boek Dankzij de snelheid van het licht uit 1995 het in de jaren tachtig geïntroduceerde Viditel het eerste Nederlandse experiment met de elektronische snelweg.
De Nederlandse regering komt op 22 december 1994 met het Nationaal Actieplan Elektronische Snelwegen.  De strekking ervan is dat de overheid innovatieve bedrijven die inspelen op de komst van de nieuwe media, zou moeten stimuleren.  De ambitie was om Nederland wereldwijd een van de koplopers te maken op het gebied van elektronische diensten.
Het begrip elektronische snelweg is een metafoor. De term wordt in de tweede helft van de jaren negentig veelvuldig gebruikt als synoniem voor internet. In een artikel uit 1997 stelde hoogleraar Juridische Informatica A.W. Koers in AG Connect dat het gebruik van de metafoor het denken over internet zou 'versluieren'. Zo suggereert het vergelijken van internet met een snelweg dat, net als bij gewone snelwegen, de overheid een belangrijke rol zou moeten spelen in aanleg, onderhoud en regulering ervan. Bovendien zou het de indruk wekken dat websites sterk op elkaar lijken en dat het betreden van internet vol van risico's is. Volgens Koers kan internet beter vergeleken worden met een markt. Evenals op markten is er op internet sprake van diversiteit in het aanbod en bepaalt de gebruiker zelf zijn keuzes.